# サン＝テミリオン
サン＝テミリオン (Saint-Émilion) は、フランスの南西部に位置する町で、ヌーヴェル＝アキテーヌ地域圏、ジロンド県に属する。ボルドーワインで有名なボルドー近郊のワイン産地のひとつで、歴史地区は周辺の7つのコミューンの景観とともに、「サン＝テミリオン地域」の名でユネスコの世界遺産に登録されている。

## 地理
サン＝テミリオンはボルドーの北東35kmに位置し、リブルヌとカスティヨン＝ラ＝バタイユの間に位置している。平均の海抜は23メートル。
サン＝テミリオンへ行くには、ボルドーから1日に数本出ている列車を使うか（所要時間1時間弱）、リブルヌからタクシーを使うなどの手段がある。

## 歴史
サン＝テミリオンの歴史は先史時代にまで遡る。紀元2世紀になると、古代ローマ帝国によってこの地にブドウが植えられ、4世紀にはラテン詩人アウソニウスがその実を讃えた。
町の名は、8世紀にこの地の洞窟に隠遁したブルトン人の僧侶聖エミリオ (Saint Emilion) に因む。この地の土壌や地形はワインの醸造に適しており、エミリオに付き従った僧侶たちが、販売も視野に入れたワインの醸造を行うようになった。
12世紀末以来イングランド王から絶大な権限が与えられた自治組織ジュラドは、ワインの品質を守る重要な役割を担っていた。サンテミリオンのジュラドは、貨幣を作ることと死刑判決以外はあらゆる権限を認められていた。良いワインの樽にはジュラドの焼印が押され、彼らの厳しい審査によって、サンテミリオンの名に値しないと見做されると、ワインは町の広場で樽ごと焼き捨てられ、その作り手は棒で叩かれ、罰せられた。
このワインの味は、中世に盛んになったサンティアゴ・デ・コンポステーラへの巡礼の途上に立ち寄った旅人たちの間で評判となり、優れたワインのひとつとして知られるようになった。

## 観光
- ロマネスク期の教会
- モノリス（一枚岩）の教会 - 石灰質の岩盤を刳り貫いて作られた教会。
- 王の塔 - アキテーヌ公でもあったイングランド王ヘンリー3世の命で1237年に建造されたロマネスク様式の塔。

モノリスの教会